# Montesquieu, Hérault
Montesquieu är en kommun i departementet Hérault i regionen Occitanien i södra Frankrike. Kommunen ligger i kantonen Roujan som tillhör arrondissementet Béziers. År 2022 hade Montesquieu 76 invånare.

## Befolkningsutveckling
Antalet invånare i kommunen Montesquieu
Referens:INSEE